# Tháng 1 năm 2010
Tháng 1 năm 2010 bắt đầu vào Thứ Sáu và kết thúc sau 31 ngày vào Chủ Nhật. Đây là tháng đầu tiên của thập niên 2010.

## Chủ đề:Thời sự
| Thứ bảy, ngày 2 tháng 1 |
| - Một hội đồng gồm các thầy pháp Santería ở Cuba, một tôn giáo xuất phát từ lục địa châu Phi và được những người nô lệ mang ra thế giới bên ngoài, tiên đoán rằng năm 2010 sẽ là một năm có nhiều biến động về chính trị và xã hội, nhiều cuộc tranh chấp quyền lực, âm mưu và đảo chính. Cũng theo họ, thế giới sẽ nhìn thấy nhiều cái chết của các giới lãnh đạo chính trị và họ khuyến cáo các nhà lãnh đạo lớn tuổi hãy bước xuống và nhường chỗ lại cho thành phần trẻ, một lời kêu gọi rất nhạy cảm ở trong quốc gia đang bị hai anh em Castro là Fidel và Raul cai trị trong hơn nửa thế kỷ nay. |

| Chủ nhật, ngày 3 tháng 1 |
| - Một máy bay kiểu Boeing 737-800 của hãng hàng không Air Berlin trong lúc đang chạy trên sân bay Dortmund, Đức, để cất cánh bị trượt ra khỏi phi đạo và chúi mũi xuống đất khi phi công cố gắng cho dừng lại. |

| Thứ hai, ngày 4 tháng 1 |
| - Tiểu vương quốc Dubai ở Vùng Vịnh khánh thành Burj Khalifa, tòa nhà cao nhất thế giới, một tháp nhọn bằng bê tông, kính và thép lấp lánh, vượt lên 828 mét từ cát sa mạc. - Một đợt sóng thần gây ra bởi một trận động đất lớn tràn vào các hòn đảo Solomon với sức nước gây tàn phá cho ít nhất một ngôi làng. - Lực lượng an ninh Yemen bắn hạ ít nhất hai thành viên al-Qaeda trong thành phần đe dọa tấn công tòa đại sứ Hoa Kỳ và các tòa đại sứ Châu Âu ở Yemen. Cuộc hành quân diễn ra sau khi có âm mưu nổ bom trên chuyến bay từ Amsterdam về Detroit, Hoa Kỳ, đúng ngày lễ Giáng sinh, đưa Yemen thành một mặt trận chính trong cuộc chiến chống thành phần Hồi giáo quá khích. |

| Thứ ba, ngày 5 tháng 1 |
| - Theo các trang web của thành phần Hồi giáo thánh chiến, Humam Khalif Abu Mulal al-Balawi, kẻ nổ bom tự sát trong một căn cứ CIA ở vùng Nam Afghanistan, là một nhân viên tình báo al-Qaeda đã đánh lừa được các cơ quan tình báo Tây phương và Jordan trong nhiều tháng trời, trước khi chấm dứt bằng cách cùng chết với những người điều khiển mình. |

| Thứ năm, ngày 7 tháng 1 |
| - Các chuyên viên nhân quyền của Liên Hợp Quốc kêu gọi Iraq và Hoa Kỳ hãy bảo đảm rằng sẽ truy tố vụ sát hại ít nhất 14 thường dân Iraq vào năm 2007. Vụ này từng bị quy lỗi cho các lính gác an ninh Blackwater. - Mohammad Reza Heydari, tổng lãnh sự Iran ở Oslo, Na Uy, từ bỏ chức vụ để phản đối sự đàn áp dã man các cuộc biểu tình chống đối ngày 27 tháng 12 năm 2009 và sẽ không trở lại Iran vì sợ bị ngược đãi. Đến ngày 18/1, Ngoại trưởng Iran Manouchehr Mottaki xác nhận việc Mohammad Reza Heydari từ chức nhưng Iran không chấp nhận và vẫn coi ông còn này là nhân viên của bộ. |

| Thứ sáu, ngày 8 tháng 1 |
| - 8 tháng 1 - Một đồng tiền xưa, đồng 5 xu Liberty Head phát hành năm 1913 có hình đầu tượng Nữ thần Tự do được bán tới 2,3 triệu bảng Anh (3,7 triệu Mỹ kim) trong cuộc đấu giá ở Florida. |

| Thứ bảy, ngày 9 tháng 1 |
| - Có 30 người bị thương, trong đó có cả du khách ngoại quốc, trong một cuộc tấn công bằng axít tại Hồng Kông. Đây là vụ tấn công thứ sáu trong vòng một năm. Mười chín người đàn ông và mười một phụ nữ được đưa vào bệnh viện săn sóc. |

| Chủ nhật, ngày 10 tháng 1 |
| - Một vụ nổ bom trong vùng Nam Afghanistan làm thiệt mạng một phóng viên Anh tên Rupert Hamer, một lính TQLC Hoa Kỳ và một quân nhân Afghanistan. |

| Thứ ba, ngày 12 tháng 1 |
| - Massoud Ali-Mohammadi, một giáo sư vật lý hạt nhân từng công khai ủng hộ lãnh tụ đối lập Mir Hossein Mousavi của Iran trong cuộc bầu cử tổng thống vào tháng 6 năm 2009, bị giết chết khi một chiếc xe gắn máy bị gài bom nổ tung bên ngoài căn nhà của ông. - Công ty Airbus vượt qua công ty Boeing về số phi cơ sản xuất trong năm 2009, tiếp tục duy trì danh vị công ty chế tạo phi cơ lớn nhất thế giới, nhưng một chương trình chế tạo phi cơ vận tải quân sự đe dọa đến mức lời của toàn thể công ty. - Trận động đất kinh hoàng mà chuyên gia địa chấn người Anh Roger Musson xác nhận là thuộc vào hàng "Cú Lớn" tàn phá toàn bộ Haiti, đảo quốc nghèo nhất tại châu Mỹ. |

| Thứ tư, ngày 13 tháng 1 |
| - Tin nhà tỉ phú Artalyta Suryani mua sự an nhàn trong tù, bằng cách sử dụng chiến thuật tương tự như bà đã bị buộc tội, làm phẫn nộ người dân Indonesia, đồng thời gây bối rối cho chính quyền của một đất nước vốn nổi danh là một trong những nước tham nhũng nhất thế giới. |

| Thứ năm, ngày 14 tháng 1 |
| - Một nhóm giáo sĩ Hồi giáo Yemen cảnh cáo rằng họ sẽ kêu gọi thánh chiến (jihad) nếu Hoa Kỳ gởi binh sĩ tới để chống lại al-Qaeda ở Yemen. Nhóm 15 giáo sĩ gồm cả nhân vật nhiều ảnh hưởng Sheik Abdul-Majid al-Zindani, người mà Hoa Kỳ đã cáo buộc là một người bảo trợ tinh thần của Osama bin Laden, nhưng cũng là người mà chính phủ Yemen ve vãn để tìm kiếm sự ủng hộ. - Một vụ tấn công bằng ít nhất bốn hỏa tiễn bắn từ các phi cơ không người lái Hoa Kỳ bắn vào một trại huấn luyện tại Shaktoi nằm trong vùng đồi núi hẻo lánh ở biên giới giữa hai khu Bắc Waziristan và Nam Waziristan, cứ địa của phiến quân Taliban, nhắm vào lãnh đạo lực lượng Taliban tại Pakistan, Hakimullah Mehsud, tuy nhiên phía phiến quân bác bỏ tin tức cho rằng ông ta ở trong số 15 người thiệt mạng. |

| Thứ sáu, ngày 15 tháng 1 |
| - Cơ quan Năng lượng Quốc tế giảm bớt ước tính về lượng tiêu thụ dầu thô của thế giới trong năm 2010, nói rằng tình hình thương mại sẽ vẫn còn trì trệ tại các quốc gia giàu có và sự phục hồi kinh tế chỉ xảy ra ở các quốc gia đang phát triển. Cơ quan tiên đoán rằng nhu cầu sẽ vào khoảng 1,44 triệu thùng mỗi ngày trong năm 2010, so với con số đưa ra tháng 12/2009 là 1,47 triệu thùng. |

| Thứ bảy, ngày 16 tháng 1 |
| - Dân biểu Gaspar Llamazares của Tây Ban Nha, thuộc phe Cánh tả Đoàn Kết của Tây Ban Nha, trong cuộc họp báo, nói ông sẽ không cảm thấy an toàn khi sang du lịch Hoa Kỳ, sau khi hình ảnh khuôn mặt của ông và cả mái tóc đã được FBI lấy xuống từ Internet để cập nhật hóa với tấm hình trên bích chương truy lùng Osama Bin Laden, được Hoa Kỳ phổ biến từ năm 1998. - Phía Ả Rập Xê Út muốn Thái Lan giải quyết cho xong vụ trộm kim cương của hoàng thân Saudi trước khi thời gian truy tố hết hạn trong tháng tới. |

| Chủ nhật, ngày 17 tháng 1 |
| - Người dân Ukraina đi bầu tổng thống trong cuộc bỏ phiếu quan trọng đối với mối liên hệ với Nga và vị trí của quốc gia này ở châu Âu nhưng đánh dấu bởi sự chán nản về chính trị và sự bất bình với cuộc khủng hoảng kinh tế trầm trọng. |

| Thứ hai, ngày 18 tháng 1 |
| - Thành phần phiến quân Taliban đánh vào trung tâm thủ đô Kabul, mở các cuộc tấn công đồng loạt vào các mục tiêu cơ sở quan trọng của chính phủ, một chỉ dấu rõ ràng cho thấy phiến quân muốn gia tăng cường độ cuộc chiến trong lúc Hoa Kỳ và đồng minh đưa thêm quân đến nơi này. Có ít nhất năm thường dân và các nhân viên an ninh cảnh sát thiệt mạng cùng gần 40 người khác bị thương. |

| Thứ tư, ngày 20 tháng 1 |
| - Một tòa án Việt Nam kết án một nhóm bất đồng chính kiến lên đến 16 năm tù vì tìm cách lật đổ chế độ cộng sản trong một vụ án gây ra mối quan tâm toàn cầu. Những người bị tuyên án gồm có Lê Công Định, Trần Huỳnh Duy Thức, và một bị cáo thứ ba. |

| Thứ sáu, ngày 22 tháng 1 |
| - Saad Uwayid Obeid Mijbil al-Shammari, một chỉ huy cao cấp al-Qaeda ở Iraq có nhiệm vụ hướng dẫn hàng trăm tay nổ bom tự sát qua biên giới Syria-Iraq bị giết trong cuộc bố ráp của quân đội Hoa Kỳ và Iraq tại thành phố Mosul ở về phía Bắc, cách biên giới Syria khoảng 100 cây số. Al-Shammari bị giết khi tháo dây trói và tấn công người lính canh. |

| Thứ bảy, ngày 23 tháng 1 |
| - Các đơn vị TQLC Hoa Kỳ chấm dứt nhiệm vụ của họ tại Iraq, sau gần sáu năm hoạt động nơi đây, chuyển giao vùng hoạt động lại cho bộ binh và đánh dấu sự khởi đầu của việc nhanh chóng rút quân đội Hoa Kỳ khỏi quốc gia này. Trong khi đó tại Bagdad, Phó Tổng thống Hoa Kỳ Joe Biden họp với các nhà lãnh đạo Iraq trong lúc có sự căng thẳng liên quan đến việc một số ứng viên bị cấm ra tranh cử vì tình nghi có liên hệ đến chế độ Saddam Hussein trước kia. |

| Thứ hai, ngày 25 tháng 1 |
| - Các vụ nổ xảy ra liên tiếp trong vòng 15 phút ở trung tâm thủ đô Bagdad, Iraq, xảy ra trong lúc chính phủ Iraq loan báo việc xử tử Ali Hassan al-Majid, một người anh em họ với Saddam Hussein, được biết dưới danh hiệu "Ali Hóa chất", bằng cách treo cổ. Các tay nổ bom tự sát ra tay hành động gần ba khách sạn thường có các giới báo chí và doanh gia ngoại quốc lui tới, có ít nhất 37 người thiệt mạng và hơn 104 người bị thương. |

| Thứ ba, ngày 26 tháng 1 |
| - Một ủy ban gồm 32 thành viên trong nghị viện Pháp công bố đề nghị đưa ra lệnh cấm việc đeo khăn che kín mặt của các phụ nữ Hồi giáo khi vào các tòa nhà chính phủ, từ bệnh viện cho đến trường học nhưng không cấm điều này ngoài đường phố, theo chủ tịch ủy ban. - Theo một cuốn sách mới của một Giám mục người Ba Lan nhắm đến trường hợp phong Thánh cho Đức Giáo hoàng Gioan Phaolô II, ra mắt, thì vị Giáo hoàng từng tự hành xác bằng dây nịt, cả những lúc đang nghỉ hè, và ngủ trên nền nhà, như hành động cải hối để dọn mình đến gần hơn với sự toàn thiện của Thiên Chúa. |

| Thứ tư, ngày 27 tháng 1 |
| - Đương kim Tổng thống Sri Lanka Mahinda Rajapakse chiến thắng cuộc tái tranh cử đầy sóng gió, trong khi đối thủ của ông, cựu tham mưu trưởng quân đội, Sarath Fonseka, bày tỏ sự lo ngại bị ám sát khi các binh sĩ võ trang hùng hậu bao vây khách sạn ông đang ở tại thủ đô Colombo. |

| Thứ sáu, ngày 29 tháng 1 |
| - Lực lượng Hamas cáo buộc điệp viên Israel ám sát Mahmoud al-Mabhouh, một chỉ huy cao cấp của họ, nói rằng nạn nhân bị điện giật chết trong phòng khách sạn ở Dubai. Nhân vật lãnh đạo cao cấp Hamas, Khaled Mashaal, thề sẽ báo thù. - Trong chủ trương cải tiến hệ thống vũ khí đã lỗi thời và gia tăng khả năng cạnh tranh xuất cảng, chiếc máy bay chiến đấu tàng hình thế hệ mới Sukhoi PAK FA T-50 bay thử lần đầu tiên trong 47 phút từ sân bay thành phố miền Viễn đông Komsomolsk-na-Amure, Nga. |

| Chủ nhật, ngày 31 tháng 1 |
| - Truyền hình quốc gia Pakistan thông báo rằng lãnh tụ lực lượng Taliban tại Pakistan, Hakimullah Mehsud, bị thương trong cuộc tấn công bằng hỏa tiễn của phi cơ không người lái Hoa Kỳ ngày 14 tháng 1 và chết ba ngày sau đó. Ông được an táng tại Orakzail. |